# FN-6
FN-6   (FN = FeiNu, 飞弩, Літаючий Арбалет) — китайський переносний зенітно-ракетний комплекс.

## Історія
FN-6 був розроблений China Precision Machinery Import-Export Corporation (CNPMIEC) спеціально для ураження повітряних цілей на низьких висотах. Його розробка велась паралельно з комплексами серії Qian Wei (QW). Експортний варіант коплексу мав назву FeiNu-6, у військах — HongYing-6.

## Технічні данні
Комплекс FN-6 має масу 16 кг. Ракета довжиною 1,495 метра, має діаметр 0,072 м. Маса ракети невідома. Реактивний двигун дозволяє розвивати швидкість у 360 м/с. Комплекс використовується для ураження цілей на висотах від 150 метрів до 3,5 км.

## Модифікації

### FN-16
На авіасалоні в Жухаї в кінці 2008 був представлений новий варіант комплексу FN-16. Від відрізняється кращими характеристиками в умовах РЕБ. Крім того, установлена нова система наведення — фактично китайська реалізація останньої модифікації FIM-92 Stinger.

### HN-6
Подальша модифікація FN/FY-6/16. Відрізняється новою бойовою частиною та системою управління вогнем. Найбільша зовнішня відзнака — нове пускове місце подібне RBS 70 та Mistral.

### FN-6A
Мобільна версія ПЗРК, представлена публіці в 2005. Монтується на китайському HMMWVS. Як заявляють розробники повітряна ціль таким комплексом може захоплюватися на відстані 10 км, при чому час реакції — 5 секунд. Система може функціонувати автономно до 8 годин.
Кожна машина може діяти окремо або в складі батареї, яка може складатися з штабної машини та до 8 ПУ ЗУР. При чому комплекси інтегруються в єдину мережу. Крім того, розроблена спеціальна машина для перезаряджання, в якій розміщується 24 ракети, при цьому час перезаряджання комплексу — менший хвилини. Комплекс є ефективним проти реактивних літаків, БПЛА й ракет з максимальною швидкістю до 300 м/с.

### FB-6A
FN-6A не став масовим у китайській армії, дуже швидко його змінив комплекс FB-6A. Головним стало формування комплексу з двох машин — на одній знаходився радар. На бойовій платформі окрім ПЗРК встановлювався 12,7-мм кулемет для самозахисту.

## Бойове застосування

### Громадянська війна в Сирії
Вперше комплекси FN-6 засвітились в Сирії в 2013: в лютому такий комплекс був на відео в одному із загонів опозиції, а 25 лютого такою ракетою був збитий Мі-8 ВПС Сирії біля Алеппо. Джерело поставки комплексів остаточно нез'ясоване — за даними американських ЗМІ їх поставили з Судану. 5 березня біля Алеппо був збитий Мі-8. 18 серпня 2013 в провінції Латакія бійцями бригади Islamic Harakat Ahrar ash-Sham Al Islami був збитий МіГ-21.

### Ісламська Держава Іраку
В кінці 2014 комплекси FN-6 були передані іракським повстанцям властями Катару. Саме з китайської зброї був збитий Мі-35 іракської армійської авіації біля Байджі (3 жовтня) та Bell 407 (8 жовтня).

## Експлуатанти
- Китайська Народна республіка. FN-6 на озброєнні армії та ВПС.[3]
- Малаїзія[4] In May 2004, a memorandum of understanding was signeded with Malaysia for the transfer of technology of the FN-6.[5]
- Камбоджа. 25 червня 2009 національне ТБ видало сюжет про конфлікт с Таїландом, в якому фігурували солдати місцевої армії с ПЗРК FN-6 та FN-16[6].
- Судан. Вперше комплекси були показані на параді 2007.[7][8].
- Пакистан[9]
- Перу. Невелика партія FN-6 була поставлена ВМС в липні 2009.
- Вільна Сирійська Армія[10][11].
- Бангладеш
- Іран